# Comănești (Suceava)
Comănești es una comuna ubicada en el distrito de Suceava, Rumania.

## Superficie
Posee una superficie de 17,54 kilómetros cuadrados.

## Demografía
Hasta 2021 la población era de 2202 habitantes, con una densidad de población de 125,5 habitantes por kilómetro cuadrado.